# 1915–1916-os svájci labdarúgó-bajnokság (első osztály)
Az 1915–1916-os Swiss Serie A volt a 19. alkalommal megrendezett, legmagasabb szintű labdarúgó-bajnokság Svájcban.
A címvédő a Brühl volt. A szezont a Cantonal Neuchâtel csapata nyerte, a bajnokság történetében először.

## Keleti csoport
| Hely. | Csapat               | M  | Gy | D | V | G+ | G– | Gk  | P  | Továbbjutás vagy kiesés |
| ----- | -------------------- | -- | -- | - | - | -- | -- | --- | -- | ----------------------- |
| 1.    | Winterthur           | 12 | 10 | 2 | 0 | 46 | 25 | +21 | 22 | Továbbjutó              |
| 2.    | St. Gallen           | 12 | 7  | 2 | 3 | 44 | 27 | +17 | 16 |                         |
| 3.    | Zürich               | 12 | 7  | 1 | 4 | 28 | 25 | +3  | 15 |                         |
| 4.    | Aarau                | 12 | 5  | 1 | 6 | 26 | 32 | −6  | 11 |                         |
| 5.    | Young Fellows Zürich | 12 | 4  | 1 | 7 | 33 | 47 | −14 | 9  |                         |
| 6.    | Brühl                | 12 | 2  | 2 | 8 | 27 | 33 | −6  | 6  |                         |
| 7.    | Blue Stars Zürich    | 12 | 2  | 1 | 9 | 25 | 40 | −15 | 5  |                         |

## Központi csoport
| Hely. | Csapat                   | M  | Gy | D | V  | G+ | G– | Gk  | P  | Továbbjutás vagy kiesés |
| ----- | ------------------------ | -- | -- | - | -- | -- | -- | --- | -- | ----------------------- |
| 1.    | Old Boys                 | 14 | 9  | 3 | 2  | 47 | 31 | +16 | 21 | Továbbjutó              |
| 2.    | Bern                     | 14 | 9  | 2 | 3  | 41 | 23 | +18 | 20 |                         |
| 3.    | Etoile La Chaux-de-Fonds | 14 | 7  | 2 | 5  | 46 | 27 | +19 | 16 |                         |
| 4.    | Young Boys               | 14 | 6  | 3 | 5  | 33 | 26 | +7  | 15 |                         |
| 5.    | Biel                     | 14 | 6  | 2 | 6  | 29 | 26 | +3  | 14 |                         |
| 6.    | La Chaux-de-Fonds        | 14 | 6  | 1 | 7  | 23 | 32 | −9  | 13 |                         |
| 7.    | Basel                    | 14 | 4  | 1 | 9  | 30 | 39 | −9  | 9  |                         |
| 8.    | Nordstern Basel          | 14 | 2  | 0 | 12 | 16 | 61 | −45 | 4  |                         |

## Nyugati csoport
| Hely. | Csapat             | M  | Gy | D | V | G+ | G– | Gk  | P  | Továbbjutás vagy kiesés |
| ----- | ------------------ | -- | -- | - | - | -- | -- | --- | -- | ----------------------- |
| 1.    | Cantonal Neuchâtel | 10 | 8  | 1 | 1 | 41 | 21 | +20 | 17 | Továbbjutó              |
| 2.    | Servette           | 10 | 6  | 2 | 2 | 34 | 17 | +17 | 14 |                         |
| 3.    | Lausanne Sports    | 10 | 7  | 0 | 3 | 31 | 21 | +10 | 14 |                         |
| 4.    | Stella Fribourg    | 10 | 3  | 1 | 6 | 26 | 32 | −6  | 7  |                         |
| 5.    | Montreux Narcisse  | 10 | 1  | 2 | 7 | 21 | 37 | −16 | 4  |                         |
| 6.    | Genf               | 10 | 1  | 2 | 7 | 13 | 38 | −25 | 4  |                         |

## Döntő
| Hely. | Csapat             | M | Gy | D | V | G+ | G– | Gk | P | Továbbjutás vagy kiesés |
| ----- | ------------------ | - | -- | - | - | -- | -- | -- | - | ----------------------- |
| 1.    | Cantonal Neuchâtel | 2 | 2  | 0 | 0 | 10 | 4  | +6 | 4 | Bajnok                  |
| 2.    | Winterthur         | 2 | 0  | 1 | 1 | 3  | 5  | −2 | 1 |                         |
| 3.    | Old Boys           | 2 | 0  | 1 | 1 | 1  | 5  | −4 | 1 |                         |